# ارين مون (لاعب كرة قدم)
ارين مون (بالإنجليزية: Warren Moon) (27 مايو 1982 في المملكة المتحدة - ) هو لاعب كرة قدم أسترالي في مركز الوسط. لعب مع إيسترن سوبيربز وبينيسولا باور وكوين أوف ساوث وكوينزلاند ليونز ونادي بريزبان رور وبريزبان سترايكرز ‏.

## وصلات خارجية
- ارين مون على موقع قاعدة بيانات كرة القدم.إي يو (الإنجليزية)
- ارين مون على موقع Soccerbase.com (لاعب) (الإنجليزية)